# Briljantblauw FCF
Briljantblauw FCF is een blauwe synthetische trifenylmethaankleurstof. Als voedingsadditief is het in de Europese Unie toegestaan onder E-nummer E133.
Briljantblauw FCF wordt gebruikt als kleurstof in cosmetica, roomijs, chocopasta,  kauwgom en sportdrank. Er zijn maar een beperkt aantal blauwe kleurstoffen (naast Indigokarmijn), en briljantblauw FCF is de enige kleurstof die in vloeibare vorm gebruikt kan worden.